# Pemphredoninae
Pemphredoninae ist eine Unterfamilie der Crabronidae innerhalb der Grabwespen (Spheciformes). Sie umfasst nach Pulawski (2009) 37 Gattungen in vier Triben. In Europa ist die Unterfamilie mit 107 Arten in 13 Gattungen vertreten.

## Merkmale
Die kleinen bis mittelgroßen Grabwespen sind häufig schwarz gefärbt. Manche Arten besitzen eine rot gefärbte Hinterleibsbasis, einige zeigen gelbe Färbungen. Bei vielen Arten ist das erste Sternit des Hinterleibs stielartig ausgebildet. Die Schienen (Tibien) der mittleren Beinpaare tragen nur einen Sporn. Die Arten, die keine stielartige Hinterleibsbasis haben, haben in den Vorderflügeln nur zwei Submarginalzellen und häufig ein deutlich vergrößertes Flügelmal.

## Lebensweise
Die Pemphredoninae zählen zu den am weitesten entwickelten Grabwespen und haben teilweise bereits bienenähnliches Verhalten. So sind die Arten der Gattung Microstigmus die einzigen eusozial lebenden Grabwespen. Bei manchen Arten kleiden die Weibchen ihre Nester mit einem seidenartigen Gewebe aus. Auch werden bei manchen Arten mehrere wehrlose Futtertiere gesammelt und in das Nest eingebracht, anstatt ein Beutetier gejagt. Das Ei wird dann inmitten dieses Vorrats abgelegt. Bei manchen Arten vollführen die Männchen vor der Paarung ein kompliziertes Balzritual.

## Systematik
Im Folgenden werden alle derzeit anerkannten rezenten Subtaxa bis hinunter zur Gattung sowie die europäischen Arten aufgelistet:
- Tribus Entomosericini Dalla Torre, 1897
  -     - Entomosericus Dahlbom, 1845
      - Entomosericus concinnus Dahlbom 1845
      - Entomosericus kaufmanni Radoszkowski 1877

- Tribus Odontosphecini Menke, 1967
  -     - Odontosphex Arnold, 1951

- Tribus Pemphredonini Dahlbom, 1835
  - Subtribus Ammoplanina Evans, 1959
    - Ammoplanops Gussakovskij, 1931
    - Ammoplanus Giraud, 1869
      - Ammoplanus nanus Boucek & Gayubo 2001
      - Ammoplanus rhodesianus Arnold 1924
      - Ammoplanus simplex Gussakowskij 1952
      - Ammoplanus bischoffi Marechal 1938
      - Ammoplanus blascoi Boucek & Gayubo 2001
      - Ammoplanus ceballosi Giner Mari 1943
      - Ammoplanus dusmeti Giner Mari 1943
      - Ammoplanus gengen Tsuneki 1972
      - Ammoplanus hofferi Snoflak 1943
      - Ammoplanus insularis Giner Mari 1943
      - Ammoplanus kaszabi Tsuneki 1972
      - Ammoplanus kohlii Kohl 1898
      - Ammoplanus marathroicus (De Stephani 1887)
      - Ammoplanus minutus Boucek 2001
      - Ammoplanus perrisi Giraud 1869
      - Ammoplanus pragensis Snoflak 1945
      - Ammoplanus rjabovi Gussakowskij 1931
      - Ammoplanus strumae Boucek 2001
      - Ammoplanus torresi Gayubo 1991

    - Protostigmus Turner, 1918
    - Pulverro Pate, 1937
    - Timberlakena Pate, 1939

  - Subtribus Pemphredonina Dahlbom, 1835
    - Diodontus Curtis, 1834
      - Diodontus bejarensis Gayubo 1982
      - Diodontus brevilabris Beaumont 1967
      - Diodontus crassicornis Gribodo 1894
      - Diodontus freyi Bischoff 1937
      - Diodontus handlirschi Kohl 1888
      - Diodontus hyalipennis Kohl 1892
      - Diodontus insidiosus Spooner 1938
      - Diodontus luperus Shuckard 1837
      - Diodontus major Kohl 1901
      - Diodontus medius Dahlbom 1844
      - Diodontus minutus (Fabricius 1793)
      - Diodontus oraniensis (Lepeletier 1845)
      - Diodontus tristis (Vander Linden 1829)
      - Diodontus wahisi Leclercq 1974

    - Passaloecus Shuckard, 1837
      - Passaloecus australis Merisuo 1976
      - Passaloecus borealis Dahlbom 1844
      - Passaloecus brevilabris Wolf 1958
      - Passaloecus clypealis Faester 1947
      - Passaloecus corniger Shuckard 1837
      - Passaloecus eremita Kohl 1893
      - Passaloecus gracilis Curtis 1834
      - Passaloecus insignis (Vander Linden 1829)
      - Passaloecus longiceps Merisuo 1973
      - Passaloecus monilicornis Dahlbom 1842
      - Passaloecus pictus Ribaut 1952
      - Passaloecus ribauti Merisuo 1974
      - Passaloecus singularis Dahlbom 1844
      - Passaloecus turionum Dahlbom 1844
      - Passaloecus vandeli Ribaut 1952

    - Pemphredon Latreille, 1796
      - Pemphredon austriaca (Kohl 1888)
      - Pemphredon baltica Merisuo 1972
      - Pemphredon beaumonti Hellen 1955
      - Pemphredon flavistigma Thomson 1874
      - Pemphredon inornata Say 1824
      - Pemphredon lethifer (Shuckard 1837)
      - Pemphredon lugens Dahlbom 1842
      - Pemphredon lugubris (Fabricius 1793)
      - Pemphredon montana Dahlbom 1845
      - Pemphredon morio Vander Linden 1829
      - Pemphredon podagrica Chevrier 1870
      - Pemphredon rugifer (Dahlbom 1844)

    - Polemistus de Saussure, 1892
      - Polemistus abnormis (Kohl 1888)

  - Subtribus Spilomenina Menke, 1989
    - Arpactophilus F. Smith, 1863
    - Microstigmus Ducke, 1907
    - Spilomena Shuckard, 1838
      - Spilomena beata Bluthgen 1953
      - Spilomena canariensis Bischoff 1937
      - Spilomena curruca (Dahlbom 1844)
      - Spilomena differens Bluthgen 1953
      - Spilomena enslini Bluthgen 1953
      - Spilomena mocsaryi Kohl 1898
      - Spilomena punctatissima Bluthgen 1953
      - Spilomena troglodytes (Vander Linden 1829)
      - Spilomena valkeilai Vikberg 2000

    - Xysma Pate, 1937

  - Subtribus Stigmina R. Bohart & Menke, 1976
    - Allostigmus Melo & Naumann, 1999
    - Araucastigmus Finnamore, 1995
    - Aykhustigmus Finnamore, 1995
    - Ceratostigmus Melo & Naumann, 1999
    - Carinostigmus Tsuneki, 1954
    - Incastigmus Finnamore, 1995
    - Llaqhastigmus Finnamore, 1995
    - Paracrabro Turner, 1907
    - Parastigmus Antropov, 1992
    - Stigmus Panzer, 1804
      - Stigmus pendulus Panzer 1804
      - Stigmus solskyi A. Morawitz 1864

    - Tzustigmus Finnamore, 1995

- Tribus Psenini A. Costa, 1858
  -     - Ammopsen Krombein, 1959
    - Deinomimesa Perkins, 1899
    - Lithium Finnamore, 1987
    - Mimesa Shuckard, 1937
      - Mimesa beckeri Tournier 1889
      - Mimesa bicolor (Jurine 1807)
      - Mimesa bruxellensis Bondroit 1934
      - Mimesa caucasica Maidl 1914
      - Mimesa crassipes A. Costa 1871
      - Mimesa equestris (Fabricius 1804)
      - Mimesa grandii Maidl 1933
      - Mimesa gussakowskiji (Beaumont 1941)
      - Mimesa lutaria (Fabricius 1787)
      - Mimesa nigrita Eversmann 1849
      - Mimesa sublaevis (Beaumont 1954)
      - Mimesa tenuis Oehlke 1965
      - Mimesa vindobonensis Maidl 1914

    - Mimumesa Malloch, 1933
      - Mimumesa atratina (F. Morawitz 1891)
      - Mimumesa beaumonti (van Lith 1949)
      - Mimumesa dahlbomi (Wesmael 1852)
      - Mimumesa littoralis (Bondroit 1934)
      - Mimumesa sibiricina R. Bohart 1976
      - Mimumesa spooneri (Richards 1948)
      - Mimumesa unicolor (Vander Linden 1829)
      - Mimumesa wuestneii (Faester 1951)

    - Nesomimesa Malloch, 1933
    - Odontopsen Tsuneki, 1964
    - Pluto Pate, 1937
    - Psen Latreille, 1796
      - Psen ater (Olivier 1792)

    - Pseneo Malloch, 1933
      - Pseneo exaratus (Eversmann 1849)

    - Psenulus Kohl, 1897
      - Psenulus berlandi Beaumont 1937
      - Psenulus concolor (Dahlbom 1843)
      - Psenulus cypriacus van Lith 1973
      - Psenulus fulvicornis (Schenck 1857)
      - Psenulus fuscipennis (Dahlbom 1843)
      - Psenulus hidalgo Guichard 1990
      - Psenulus laevigatus (Schenck 1857)
      - Psenulus meridionalis Beaumont 1937
      - Psenulus pallipes (Panzer 1798)
      - Psenulus schencki (Tournier 1889)

## Belege